# Exit Through the Gift Shop
Exit Through the Gift Shop és una pel·lícula britànica-nord-americana documental de 2010 dirigida per Banksy, famós artista de carrer, en el seu debut cinematogràfic. El documental va causar controvèrsia i va entaular un debat sobre la fiabilitat genuïna dels fets gravats i el seu gènere estricte, ja que alguns crítics van argumentar que el film hauria de descriure's i classificar-se com un fals documental ("mockumentary" en anglès).

## Sinopsi
El documental té com a protagonista a Thierry Guetta, un immigrant francès radicat a la ciutat de Los Angeles que posseeix una afició extraordinària per l'art pictòric llista de carrers. La pel·lícula mostra les constants i diferents documentacions que Guetta realitza al llarg de la història. Allí, Guetta intentarà, en primer lloc, trobar una oportunitat per trobar-se amb el seu cosí, l'artista urbà sobrenomenat "Invader", i, paral·lelament, introduir-se com a participant de les diferents obres dels artistes de carrer als quals admira, com Shepard Fairey o Banksy. L'anonimat de Banksy en la pel·lícula és preservat mitjançant la presència de plànols foscos que no revelen el seu rostre (gairebé sempre cobert amb una caputxa) i l'alteració intencional de la seva veu.

## Recepció de la crítica
La pel·lícula posseeix un 96% d'acceptació en el lloc Rotten Tomatoes basat en 104 comentaris, mentre que en Metacritic la seva aprovació arriba al 85%, sobre 30 comentaris.
Roger Ebert del Chicago Sun Times va qualificar a la pel·lícula amb un 3,5 (sobre quatre) i va expressar: "l'especulació generalitzada sobre que Exit Through the Gift Shop és un engany, només li afegeix fascinació".
Owen Glebeirman de Entertainment Weekly va expressar: "és una sala de miralls extraordinària, que mira que és el que succeeix quan la fama artística global es converteix en anònima, els artistes en objectes, i els fanàtics en artistes".
Mentre, Shawn Levy de Portland Oregonian va opinar que la cinta és "Enigmàtica, desviante i sorprenent".

## Premis
Oscar
| Any  | Categoria                    | Persona                      | Resultat  |
| ---- | ---------------------------- | ---------------------------- | --------- |
| 2011 | Millor pel·lícula documental | Millor pel·lícula documental | Candidata |

Premis BAFTA
| Any  | Categoria                                              | Persona | Resultat  |
| ---- | ------------------------------------------------------ | ------- | --------- |
| 2011 | Millor director, guionista o productor britànic novell | Banksy  | Candidato |

Independent Spirit Awards
| Any  | Categoria                    | Persona                      | Resultat |
| ---- | ---------------------------- | ---------------------------- | -------- |
| 2011 | Millor pel·lícula documental | Millor pel·lícula documental | Ganadora |